# Volksgarten (Düsseldorf)

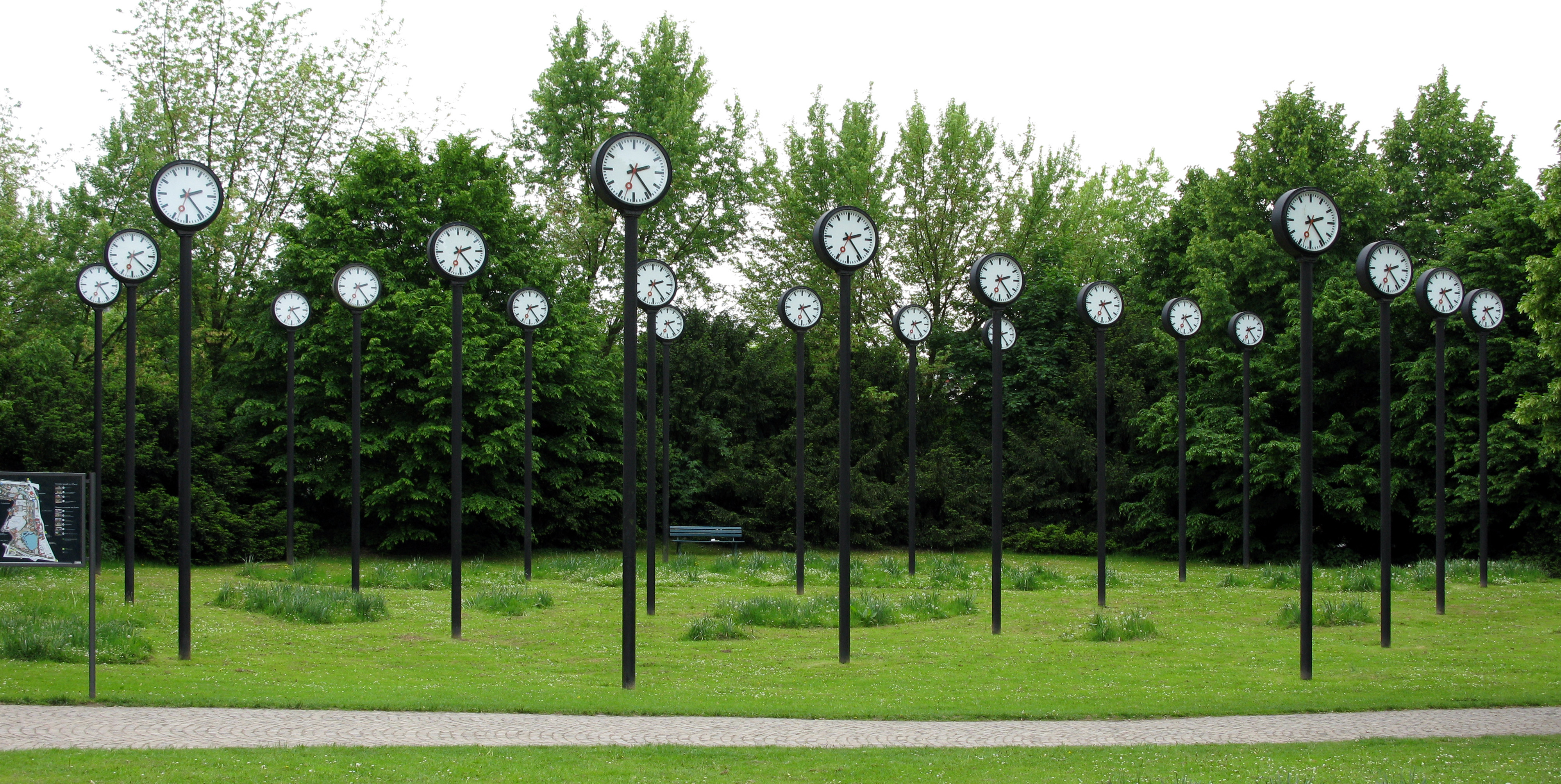
Uhreninstallation Zeitfeld von Klaus Rinke am Nordeingang des Volksgartens

Der Volksgarten ist eine Parkanlage aus dem späten 19. Jahrhundert in Düsseldorf, die seit der Bundesgartenschau 1987 in den Südpark integriert ist.

## Geschichte
Der Volksgarten wurde in den 1890er Jahren angelegt. Seinerzeit plante Düsseldorf das Stadtgebiet mit mehreren Parks aufzuwerten. Der Ostpark, der Florapark und der Düsseldorfer Zoo stammen aus derselben Epoche.
Die Stadt Düsseldorf erwarb 1892 zu diesem Zweck 11 Hektar Land von den Gütern der gräflichen Familie Arenberg. Die Patronen- und Zündhütchenfabrik Braun & Bloem kaufte das Gebiet für eine Fabrikerweiterung. Die Stadt schrieb aber im Kaufvertrag ausdrücklich die Anlage des Volksgartens fest. 1893 erteilte der damalige Oberbürgermeister Düsseldorfs die Anordnung, das gesamte Gelände mit angekauftem Park, Stoffeler Friedhof und Kleingartenanlage neu zu ordnen. Der Volksgarten wurde als naturnaher Park in der Form angelegt, wie er bis 1987 bestand.
1895 wurde ein Architekturwettbewerb für ein Gastronomiegebäude im Volksgarten durchgeführt, unter den vier prämierten Entwürfen wurde der des Düsseldorfer Architekten Peter Paul Fuchs zur Ausführung ausgewählt.
Das ehemalige Industriegelände nebenan wurde nach dem Zweiten Weltkrieg nicht mehr genutzt. Dort entstand ein Schuttabladeplatz, der keine weitere Beachtung fand.
1987, ein Jahr vor dem 700-jährigen Stadtjubiläum, fand die Bundesgartenschau in Düsseldorf statt. Nachdem der Nordpark wegen zu geringer Fläche als Austragungsort ausgeschieden war, entschied man sich für die völlige Neukonzeption eines Geländes bestehend aus dem Südpark, der Schrebergartensiedlung Stoffeln, einem Teil des Stoffeler Friedhofs, dem Volksgarten und der benachbarten Brachfläche. Der Volksgarten wurde zum Haupteingang. Große Teile des Bundesgartenschau-Geländes sind heute in der Gestalt von 1987 erhalten.

## Der Volksgarten heute

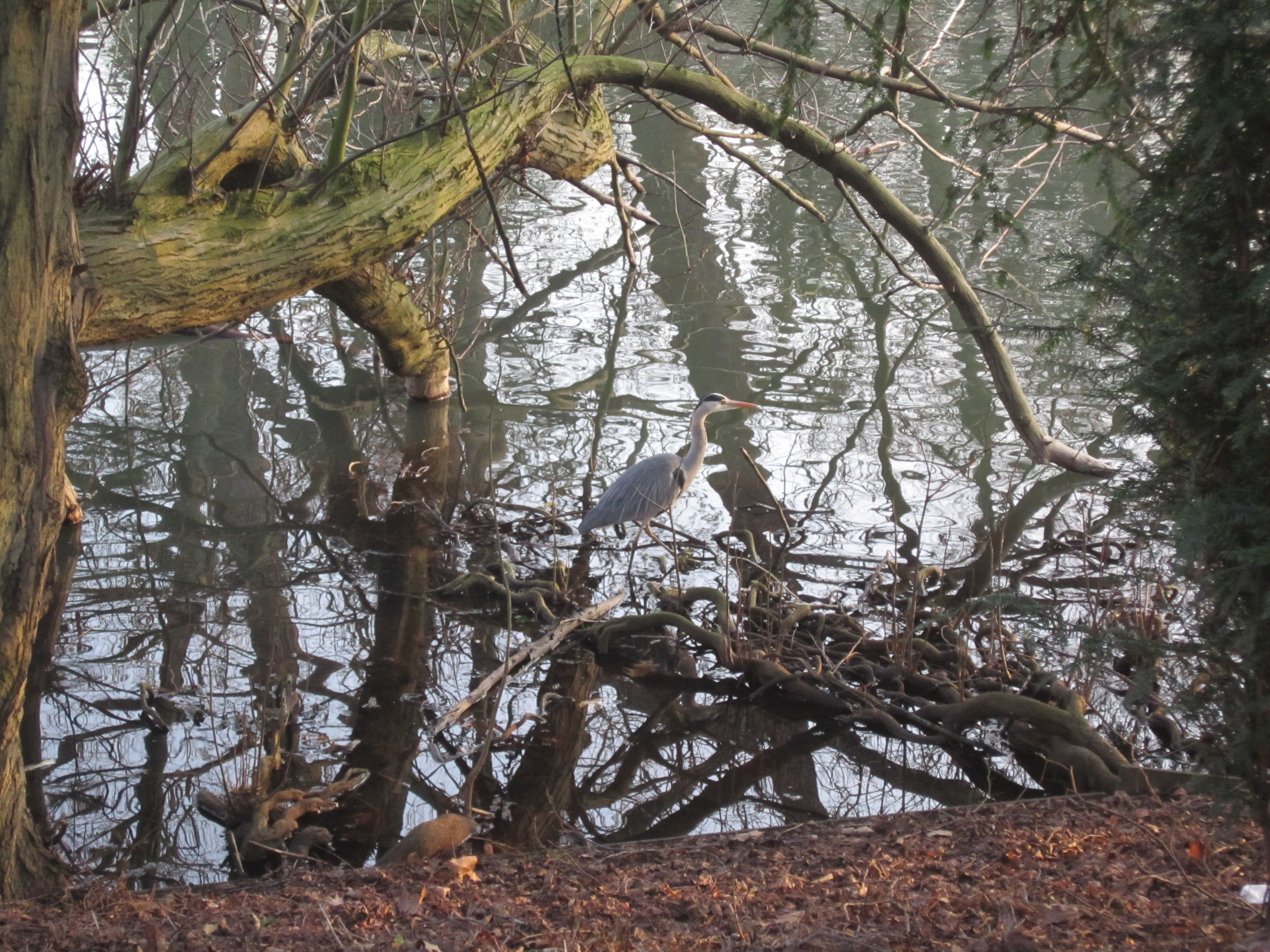
Graureiher im Volksgarten Düsseldorf

Heute ist der Volksgarten ein 27 Hektar großes Teilgelände des Südparks. Im Gegensatz zu dem südlicher gelegenen Teil des Parks, der als Schau vieler Pflanzenarten und Landschaftsbaukunst deutlich künstlich geformt ist, ist der Volksgarten eher naturbelassen.
Kinder erfreuen sich bei hohen Temperaturen auf einem Wasserspielplatz. Studierende der nahen Heinrich-Heine-Universität Düsseldorf entspannen auf den Wiesen gerne bei einem Picknick. Kabarettfreunde besuchen die Kleinkunstbühne des Komikers Manes Meckenstock im Kurhaus, zu dem auch eine Terrasse mit Außengastronomie und ein Weiher mit Bootshaus gehören.
Mit dem Nahverkehr wird der Park über den S-Bahnhof Düsseldorf Volksgarten erschlossen.